# Постоянная Гаусса (астрономия)
Постоя́нная Га́усса, или гравитацио́нная постоя́нная Га́усса, — квадратный корень из гравитационной постоянной Ньютона G, выраженной в астрономической системе единиц (сутки, масса Солнца, астрономическая единица), одна из фундаментальных астрономических постоянных. Обозначается буквой k. Первоначально определена Карлом Гауссом как приближённое значение корня квадратного из гравитационной постоянной, входящей в формулу задачи двух тел (в небесной механике):
{\displaystyle k^{2}(M_{\mathrm {S} }+m_{\mathrm {T} }+m_{\mathrm {L} })={\frac {4\pi ^{2}a^{3}}{P^{2}}},\qquad \qquad (1)}
которая связывает массу Солнца MS, массу Земли mT и массу Луны mL с периодом обращения Р системы Земля—Луна по эллиптической орбите вокруг Солнца и с большой полуосью а этой орбиты, причём массу Солнца и указанную большую полуось а Гаусс принимал в качестве единиц массы и длины, а в качестве единицы времени — средние солнечные сутки. Из принятых в его время значений Р и отношений mT/mS, mL/mT Гаусс в своей работе Theoria motus corporum coelestium in sectionibus conicis solem ambientum (1809) нашёл:
k = {\displaystyle {\frac {2\pi }{P}}} × а. е.3/2 × сутки−1 × MS−1/2.
Это значение k (которое сейчас по соглашению считается точным) входит в современную систему фундаментальных астрономических постоянных и называется гауссовой постоянной (или постоянной Гаусса).
Единицы, в которых обычно выражается постоянная Гаусса, составляют астрономическую систему единиц. Единица расстояния, соответствующая этому значению k и формуле (1), при условии, что единицей времени являются эфемеридные сутки, называется астрономической единицей (а. е.). Последняя несколько отличается от действительной большей полуоси а орбиты системы Земля — Солнце, которая в соответствии с формулой (1) и современными значениями Р, mT/mS и mL/mT составляет 1,000000032 a. e.
Численное значение постоянной Гаусса также приблизительно совпадает с угловой скоростью орбитального движения Земли, выраженной в радианах в сутки: ω ≈ 0,017209895 рад/сутки.
Постоянная Гаусса с 1952 г. используется в принятом МАС определении астрономической единицы. С 1956 по 1967 она также использовалась в определении секунды, пока это определение не было заменено на современное, связанное не с астрономией, а с атомным временем.